# Max von Chézy
Max von Chézy (* 25. Januar 1808 als Maximilian Anton Théodor de Chézy in Paris; † 14. Dezember 1846 in Heidelberg) war ein deutscher Maler.

## Leben

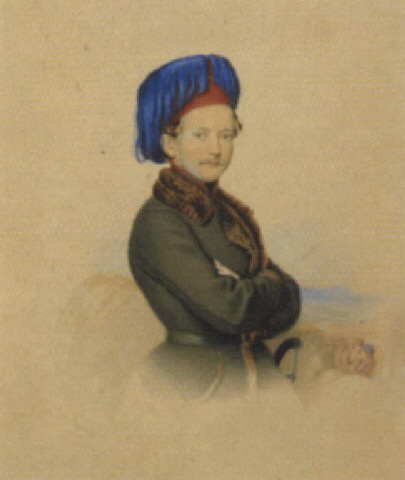
Soldat in französischer Uniform vor Landschaft, 1844

Er war der zweitälteste Sohn des französischen Orientalisten Antoine-Léonard de Chézy (1773–1832) und der Librettistin Helmina von Chézy, geb. von Klenke (1783–1856).
Wie sein älterer Bruder Wilhelm besuchte auch er in Dresden das evangelische Gymnasium zum Heiligen Kreuz. Er studierte Malerei in Dresden bei Ferdinand Hartmann, außerdem bei Karl Wilhelm Wach. Weitere Studienorte waren die Akademie in Wien sowie München. In Paris ließ ihn sein Vater um 1830 bei dem Maler Louis Hersent (1777–1860) unterrichten. Im März 1831 lebte er in München, im Herbst 1831 zog Max mit seinem Bruder nach Baden-Baden. 1836 hielt er sich in Ischl auf. Später ließ er sich in München nieder. In den Jahren 1841 und 1842 hielt er sich an der Kunstakademie Düsseldorf auf.

## Werke
Für seinen Freund Anton Ritter von Spaun malte Chézy (gemeinsam mit Johann Fischbach) Aquarelle österreichischer Trachten, die bei einem Volkstumsfest im Oktober 1833 zur Unterhaltung von Kaiser Franz I. getragen wurden.
Hinweise auf einzelne Werke finden sich in der Literatur, z. B. in den Memoiren seiner Mutter:
- Porträt von Franz Schubert, Kniestück, Ölgemälde (unvollendet)[8]
- Kopie der „Brautschau“ von Jean-Baptiste Greuze (unvollendet, ca. 1830)[3]
- Bildnis der Opernsängerin Agnes Schebest (1813–1869)[9]
- mehrere Zeichnungen des österreichischen Politikers Mathias Constantin Capello Graf von Wickenburg (1794–1880)
- Lithographie des Linzer Dichters Joseph Kenner (1794–1868)